# Klossia macrocoronata
Klossia macrocoronata is een soort in de taxonomische indeling van de Myzozoa, een stam van microscopische parasitaire dieren. Het organisme komt uit het geslacht Klossia en behoort tot de familie Adeleidae. Klossia macrocoronata werd in 1985 ontdekt door Levine.